# Manfred Erjautz
Manfred Erjautz (* 2. März 1966 in Graz) ist ein österreichischer bildender Künstler.

## Leben und Werk

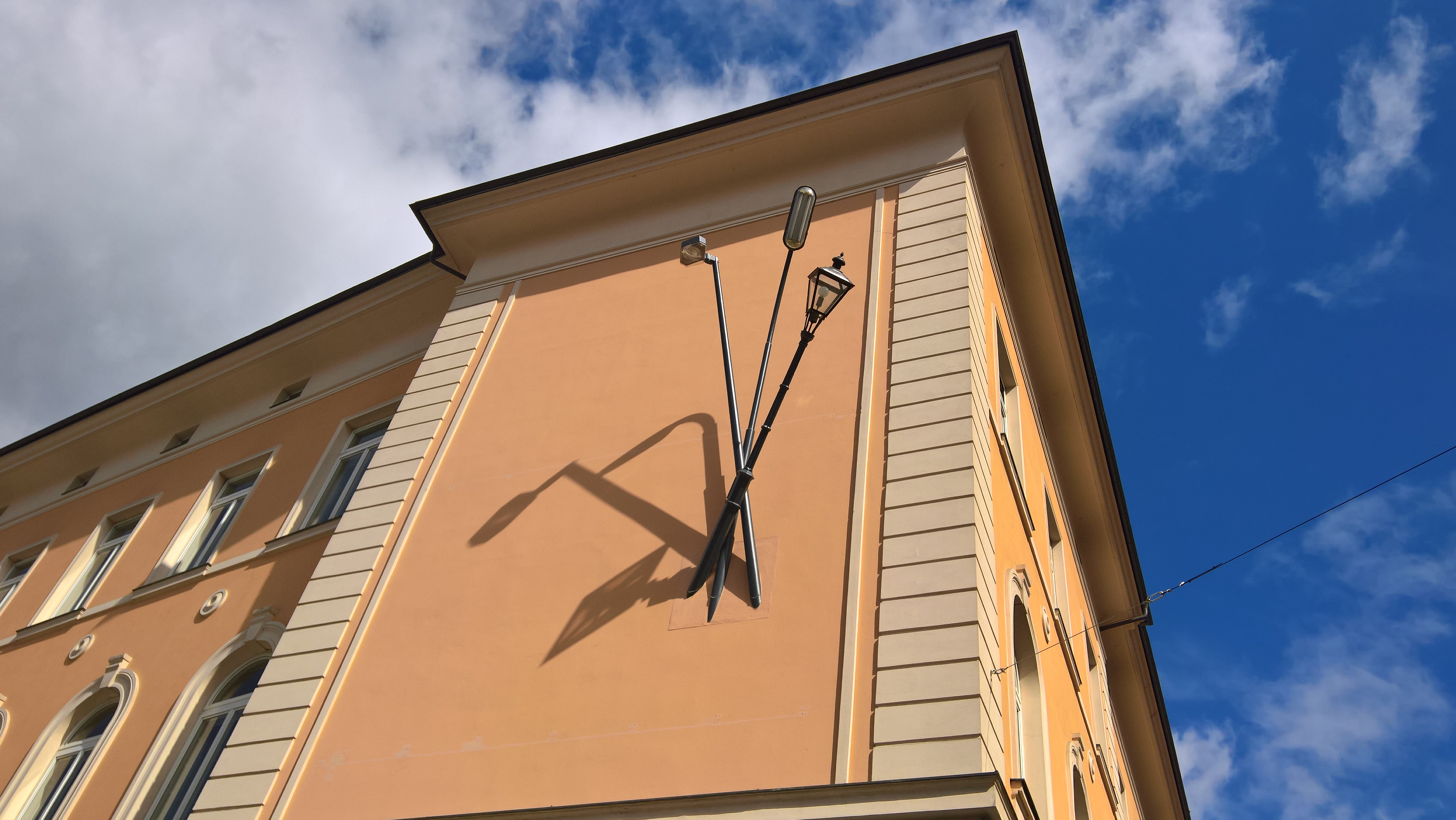
Skulpturale Akupunktur (2017), an der Fassade des Akademischen Gymnasiums Graz

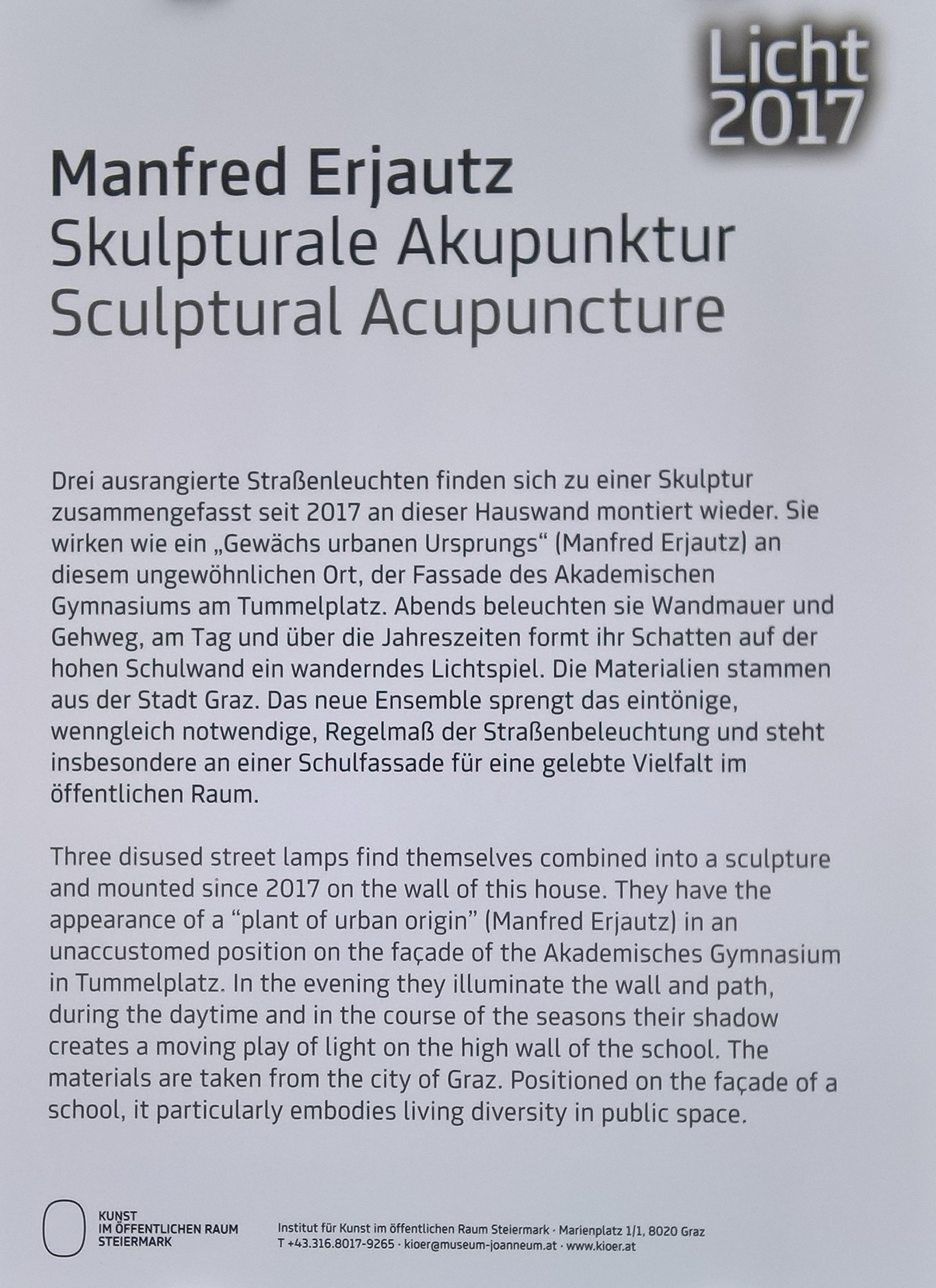
Beschreibung der Installation von Manfred Erjautz an der Fassade des „Akademischen“, Graz (2017)

Manfred Erjautz besuchte von 1980 bis 1985 die Fachschulklasse für plastische Formgebung bei Heribert Nothnagel an der Höheren technischen Bundeslehranstalt (Ortweinschule) in Graz. Danach studierte er von 1985 bis zur Erlangung des Bildhauerei-Diploms 1990 an der Akademie der bildenden Künste Wien bei Bruno Gironcoli. Erjautz ist Mitglied der Wiener Secession und von Forum Stadtpark.
Manfred Erjautz lebt in Wien und kooperiert mit einem Galeristen (2020).
Die Arbeiten von Erjautz verhandeln die Erfahrungen des Individuums innerhalb sich ständig verflechtender und gegenseitig irritierender Bereiche wie Innen und Außen, Privat und Öffentlich, und unternehmen kompensatorische Versuche, eine Positionierung der eigenen Person in diesen Feldern zu etablieren und damit einer konstatierten Überforderung entgegenzustellen.
Durch das Verwischen und gleichzeitige Definieren räumlicher Grenzen, von Realem und Fiktivem thematisiert Manfred Erjautz die Transitorik gewohnter Situationen und Empfindungen und entlarvt diese als temporäre Übereinkünfte. Die Konfrontation mit den gleichermaßen lebensnahen wie -fernen Figuren führt auf eine Zwischenebene, welche die Kluft zwischen Privatem und Kollektivem erkennen lässt. Sein Universum gleicht simulierten Systemen – Mythologien und anderen Ersatzrealitäten –, welche die Mechanismen der Gesellschaft exemplarisch vor Augen führen.

### Bekannte Werke
- Brunnenskulptur Das Erforschen der Dauer/Searching into permanence, vulgo Schneemann (2005), aus weißem Marmor im Hof des Priesterseminars, Graz, Bürgergasse 2.[5][6]
- Skulpturale Akupunktur, Installation dreier ausrangierter Grazer Straßenleuchten (verschiedener Leuchtmittelgenerationen: Leuchtstoffröhre, …) an der Fassade des Akademischen Gymnasiums Graz, Tummelplatz, 2017 bis zumindest September 2020. Die Befestigung erfolgte mittels einer rund 2 cm dicken Stahlplatte und 7 M40-Schrauben auf der dafür vom Putz befreiten 60 cm dicken Wand hinter der Tafel eines Klassenzimmers.
- Die (vulgo:) Jesus-Uhr entstand 2012–2016. Der Torso mitsamt Beinen einer hölzernen Kruzifixfigur aus dem 19. Jahrhundert drehen sich als Stundenzeiger, die Arme dahinter (!) als – kürzere – Minuten- und Sekundenzeiger. Das kontinuierlich laufende Uhrwerk in einer würfeligen Box mit etwa 55 cm Seitenlänge wird durch einen Elektromotor angetrieben und ist präzise nach der Zeitzone für Mitteleuropa gesteuert. Das Getriebe läuft im Ölbad, Ausgleichsmassen im Werk kompensieren das Gewicht der Zeiger. Die etwa 70 cm aus dem Werk vorstehende Achse des Stundenzeigers liegt koaxial im Innersten der anderen zwei Zeigerachsen und überträgt mit 30 mm Durchmesser die größten Dreh- und Biegemomente. Als die Uhr auf Einladung von Bischof Hermann Glettler 2019 in der Spitalskirche in Innsbruck gezeigt wurde, löste sie ob der zerschnittenen Christusfigur Kontroversen aus.[7]

## Anerkennungen
- 1992 Chicago Stipendium
- 1994 Förderungspreis für bildende Kunst der Landeshauptstadt Graz
- 1995 Staatsstipendium für bildende Kunst
- 1993–1999 Bundesatelier
- 1999 Otto-Mauer-Preis
- 2008 Humanic-Preis im Rahmen vom Förderungspreis des Landes Steiermark

## Ausstellungen
- 1988 Wandlungen der Skulptur, Neue Galerie am Landesmuseum Joanneum, Graz; Akte der Beschreibung, Galerie Grita Insam, Wien
- 1989 Junge Szene Wien, Secession, Wien; Trigon ‘89, steirischer herbst ‘89, Neue Galerie am Landesmuseum Joanneum, Graz
- 1990 Österreichische Skulptur, Erste Allgemeine Generali Foundation, Secession, Wien
- 1991 Un Musée en Voyage, Musée d’Art Contemporain, Lyon; Sensualität, Sensibilität, Purismus, Convent des Cordeliers, Festival de Paris; Kunst, Europa, Kunstverein in Hamburg; Junge Österreicher, Szombathely/Keptar; Österreichische Galerie am Belvedere, Wien
- 1992 Transformation, Mestna Galeria, Ljubljana; 3. Internationale Biennale Istanbul
- 1993 La coestistenza dell’ arte, Biennale di Venezia, Venedig; Konfrontationen, Museum moderner Kunst, Stiftung Ludwig, Wien
- 1994 Internationale Biennale für Druckgraphik, Zagreb; styrian window, Neue Galerie am Landesmuseum Joanneum, Graz
- 1995 Skulptur 2, Künstlerhaus, Graz; En Passant…, Akademie der Bildenden Künste Wien und Kunstverein in Hamburg; Self construction, Museum des 20. Jahrhunderts, Wien
- 1996 jenseits von kunst, Ludwig Múzeum, Museum of Contemporary Art, Budapest; Landeskunstpreis Steiermark, Neue Galerie am Landesmuseum Joanneum, Graz; Elektrischer Stuhl, Secession, Wien
- 1997 A la chinoise, state of transition, Galerie Fotohof, Salzburg; Never mind***, Forum Stadtpark, Graz
- 1998 Studio Stefania Miscetti, Rom; Disidentico maschile femminile e oltre, Palazzo Branciforte, Palermo und Museo di Castelnuovo, Neapel; Freeze Frame, University of South Florida, Contemporary Art Museum (USFCAM), Tampa; erjautzkienzer, Ausstellungsraum Mezzanin, Wien (mit Michael Kienzer)
- 1999 As the matter stands, L.A. International Biennal, Patricia Faure Gallery, Los Angeles; Catchment area, Neue Galerie am Landesmuseum Johanneum, Graz; 6/7, The Living Art Museum, Reykjavík; Produktionsbedingter Leerraum, Galerie Eugen Lendl, Graz; Kvaliplasztik, Kunsthalle Szombathely
- 2000 Lebt und arbeitet in Wien, Living and working in Vienna, Kunsthalle Wien; Photographie – die Sammlung, Neue Galerie Linz
- 2001 Days of hope, Biennale die Venezia, Venedig; Connecting worlds, Washington; Shelter, Galerie Grita Insam, Wien
- 2002: ME/WE, Secession, Wien; Time, Space & Motion, Galerie Thaddaeus Ropac, Salzburg
- 2003 M_ARS – Kunst und Krieg, Neue Galerie Graz; Außer Atem, Nassauischer Kunstverein Wiesbaden; Skulptur 03, Galerie Thaddaeus Ropac, Salzburg; Shelter (Overall), Galerie Eugen Lendl, Graz
- 2004 100 Handlungsanweisungen, Kunsthalle Wien; Farbige Plastik, Rupertinum, Salzburg
- 2005 Icono Cluster, Galerie Nikolaus Ruzicska, Salzburg; Parallel, Galerie der Stadt Villingen/Schwenningen und Museum der Moderne, Salzburg; Lichtkunst aus Kunstlicht, ZKM Karlsruhe; De Sculptura, Galerie Nikolaus Ruzicska in der Max Gandolph Bibliothek, Salzburg
- 2006 In the middle of the (w)hole, Galerie Eugen Lendl, Graz; Krieg der Knöpfe, Ursula Blickle Stiftung, Kraichtal-Unteröwisheim; Skulpturen und Plastiken, Lentos Kunstmuseum, Linz; Rundumschlag, Galerie Nikolaus Ruzicska, Salzburg
- 2007 War of the buttons, Kunsthalle Århus und Landesgalerie am OÖ Landesmuseum, Linz; Baby body, Kunsthalle Darmstadt; black & white, Lentos Kunstmuseum Linz; Skulpturen, Kunstprojekte Schloss Kalsdorf; Gestures of infinity, Minoriten-Galerie, steirischer herbst '07, Graz; (W)here is my mind, Galerie Grita Insam, Wien
- 2008 Private view, Galerie Nikolaus Ruzicska, Salzburg; Under Pain of Death, ACI, New York; MMKK Länderspiel, Museum Moderner Kunst Kärnten, Klagenfurt; System Mensch, Museum der Moderne, Salzburg; Zu Gironcoli, eine Hommage II, Gironcoli Museum Schloss Herberstein, St. Johann bei Herberstein; Lichtspuren/Traces of Light, Lentos Kunstmuseum Linz; Parts apart, Bildersaal und Artothek der Stadt München
- 2009 Against the day, Zacherlfabrik, Wien; Jahrhundertsturm, Landesmuseum Joanneum Künstlerhaus Graz; Kreuzungspunkt Linz, Lentos Kunstmuseum Linz; Oral History, Schloss Hainfeld; Text Bild MMIX, steirischer herbst 09, Graz; Repertorium II, Galerie Eugen Lendl, Graz
- 2010 Surface-Oberfläche als Prinzip, Landesgalerie am OÖ Landesmuseum, Linz; Prometheus, Minoriten Kultur, Graz; Reliqte. Profan-sakrale Bilddiskurse, Minoriten Kultur, Graz; Triennale Linz 1.0, Kunstmuseum Lentos Linz; It´s not easy being green, Kunsthaus Muerz, Mürzzuschlag; Expositur, Rathausgalerie Kunsthalle, München; Körpercodes. Menschenbilder aus der Sammlung, Museum der Moderne, MdM Salzburg
- 2011 How things are connected, Galerie Nikolaus Ruzicska, Salzburg; Puppen-Projektionsfiguren in der Kunst, Museum Villa Rot, Burgrieden; 1+1+1=1 Trinität, Kulturzentrum bei den Minoriten, Graz; über Dinge, Kunsthaus Mürzzuschlag; Von Engeln und Bengeln, Kunsthalle Krems; The Nightingale and the Rose, Kunsthalle München; Moderne: Selbstmord der Kunst?, Neue Galerie, Graz; Die Sammlung-11 Interventionen, Kunstmuseum Lentos Linz
- 2012 Röcke tragen, Museum der Moderne, MdM Salzburg; Gold, Belvedere, Wien; Gravity’s rainbow/Die Enden der Parabel, Zacherlfabrik, Wien; Die Sammlung, 21er Haus, Wien; European Glass Context 2012, Bornholm Art Museum, Gudhjem; KEINE ZEIT. Erschöpftes Selbst / Entgrenztes Können, 21er Haus, Wien; Der nackte Mann, Lentos Kunstmuseum, Linz
- 2013 10 Jahre Lentos, Kunstmuseum Lentos Linz; Vom Raum zur Fläche, Museum Liaunig, Neuhaus; Sampling, Stift Ossiach; Un bonhomme de neige en été, Atelier 340 Muzeum, Brüssel; Der Mann – nackt, Schloss Britz Berlin
- 2014 Against the Day, Mario Mauroner Contemporary Art Vienna, Wien; Der Menschheit Würde, MUSA, Wien; The Brno House of Arts, Brno; Art Gallery of Bosnia and Herzegovina, Sarajevo; Les Plaisirs Démodés, Galerie Nikolaus Ruzicska, Salzburg; ME/WE, Wirtschaftspark Breitensee; TBA 21, Wien
- 2015 wow, woven? Künstlerhaus Graz; reliqte, reloaded, Minoriten Kultur, Graz; Leuchtschrift, Galerie Thaddaeus Ropac, Salzburg; Gefangen in der Gegenwart, Belvedere Wien;  Under the weight of light, Belvedere Wien
- 2020: Jesus-Uhr, Forum Stadtpark, Graz
- Bildraum Bodensee, Bregenz